# Audi Sport

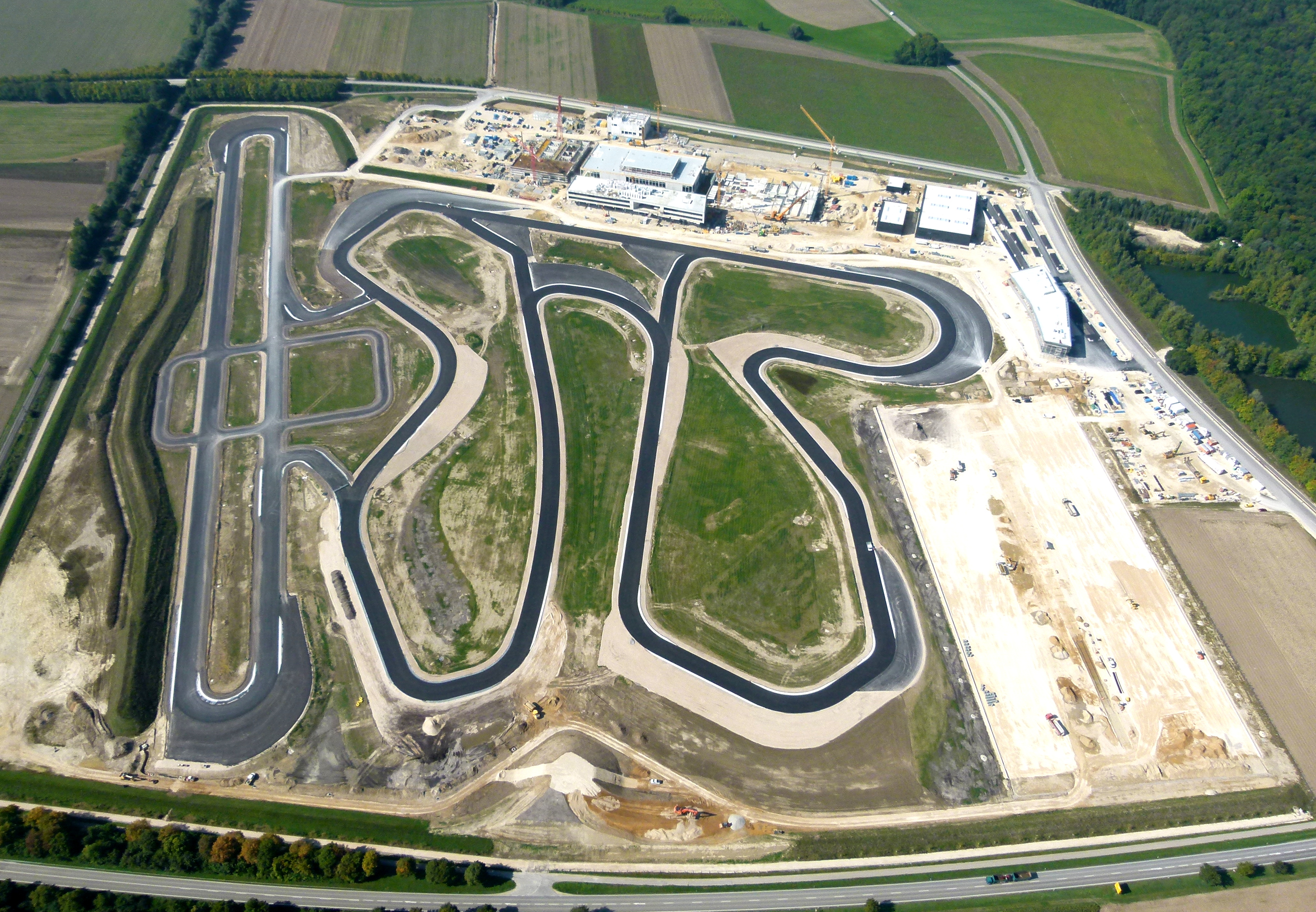
Luftaufnahme des Audi Driving Experience Centers in Neuburg an der Donau während der Bauarbeiten 2013. Seit der Fertigstellung 2014 befindet sich auf diesem Areal neben der Anlage für Test- und Erlebnisfahrten auch der Sitz der Motorsport-Abteilung von Audi.

Die Motorsportabteilung von Audi Sport nimmt mit ihren Teams werksseitig an der Rally Dakar teil. Aus der WEC zog sich Audi nach der Saison 2016 zurück. Im Laufe der Saison 2020 gab Audi bekannt sich nach dem Saisonende aus der DTM zurückzuziehen. Rolf Michl verantwortet als Geschäftsführer der Audi Sport GmbH auch die Motorsportabteilung Audi Sport.

## Geschichte

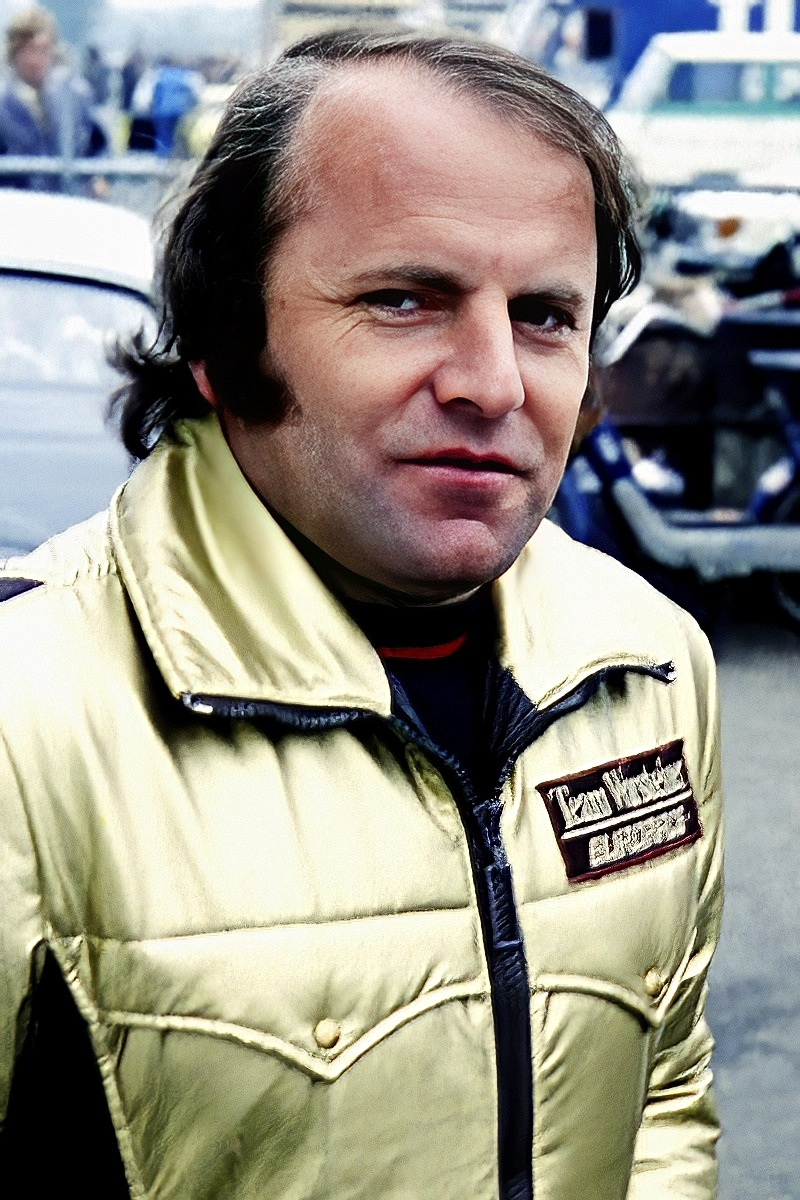
Der ehemalige Audi-Motorsport-Chef Dieter Basche, hier 1975 als Rennfahrer in Zolder

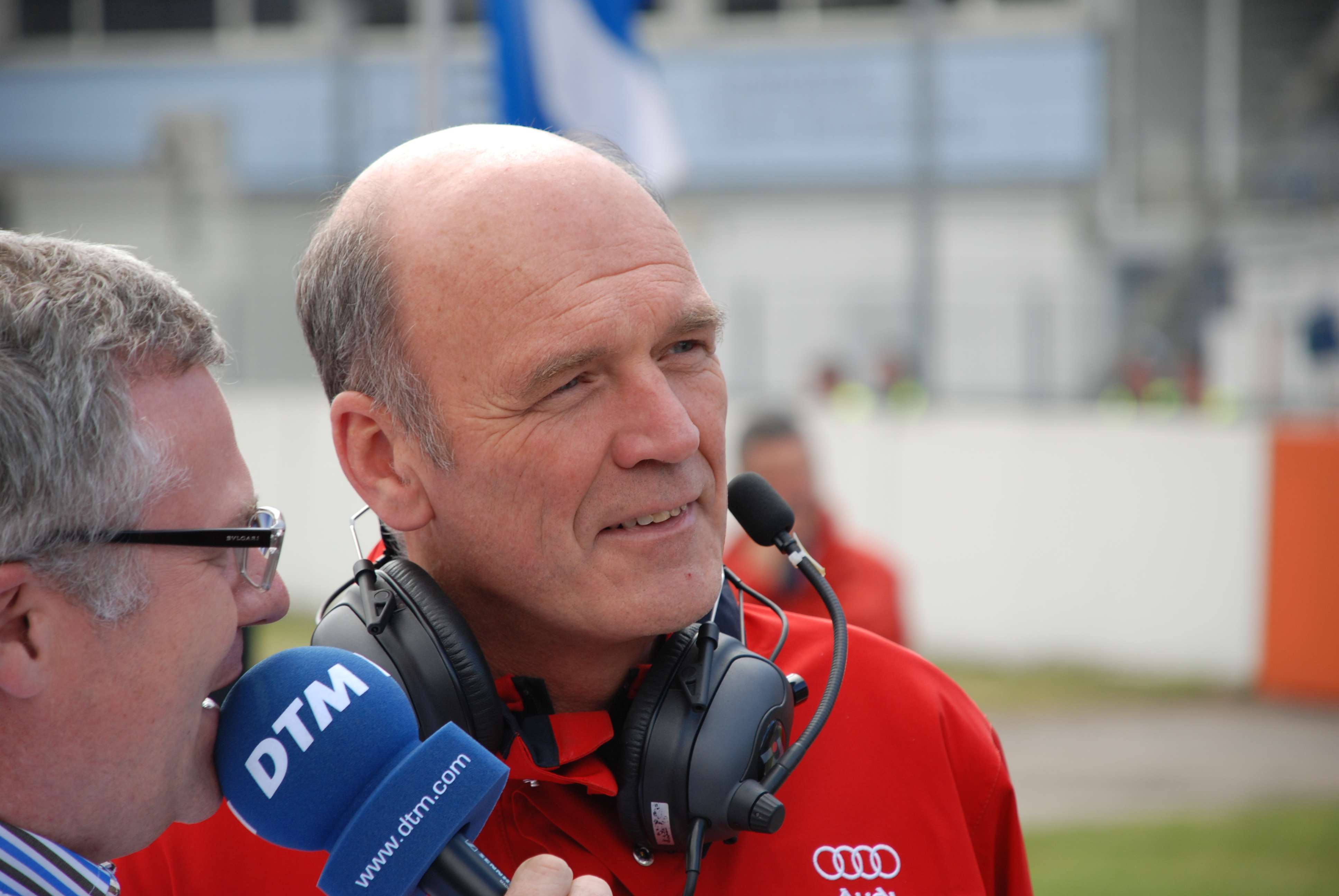
Der ehemalige Audi-Motorsport-Chef Wolfgang Ullrich

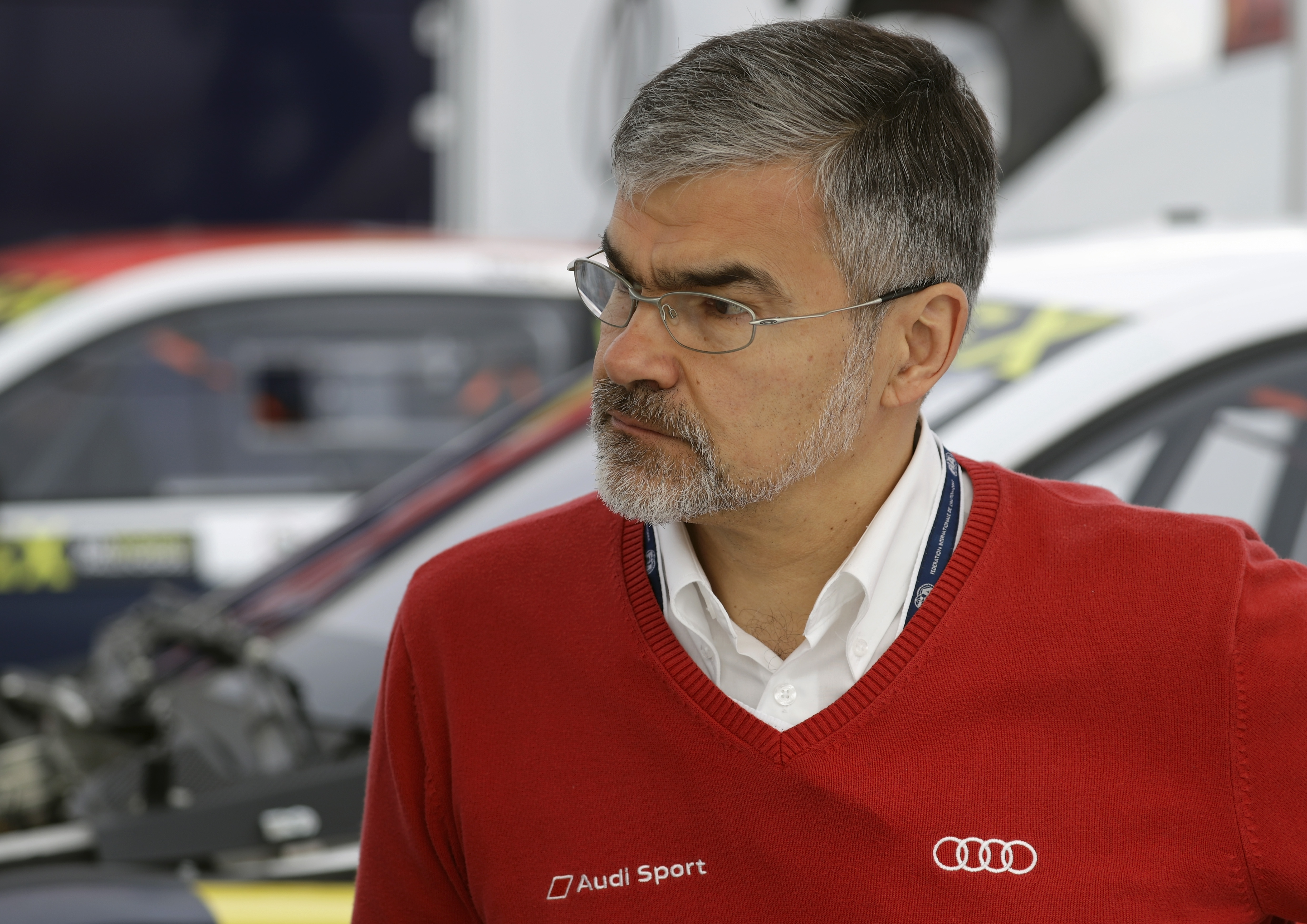
Der ehemalige Audi-Motorsport-Chef Dieter Gass

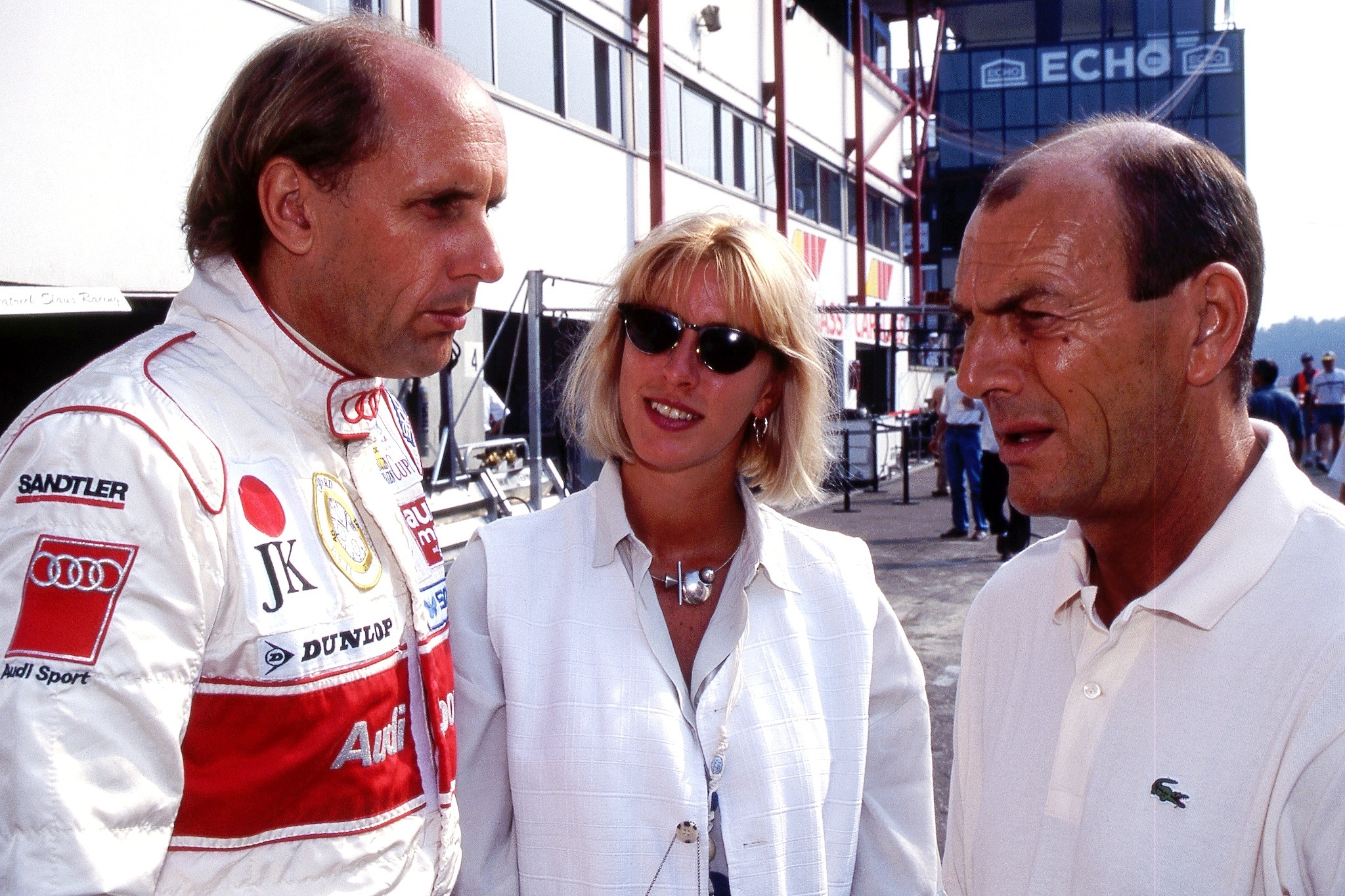
Von 1980 bis 1998 war Dieter L. Scharnagl, hier im Gespräch mit Hans-Joachim Stuck, der Pressesprecher von Audi Sport

Audi ist eine der erfolgreichsten Automarken im Motorsport. Bereits in den 1930er-Jahren nahmen die Grand-Prix-Rennwagen der Auto Union AG erfolgreich an verschiedenen Motorsportveranstaltungen teil. 1981 setzte Audi als erster Hersteller mit Erfolg den Allradantrieb im Rallyesport ein. Außerdem hatte der Audi quattro einen Turbomotor, der ebenfalls eine Neuheit in diesem Sport darstellte. So dominierte Audi die Rallyeszene bis 1984. Ebenso waren von 1988 Fahrzeuge mit Allradantrieb im internationalen Tourenwagensport erfolgreich. Seit dem Allradverbot in Tourenwagenserien 1998 musste Audi allerdings auf Front- bzw. Hinterradantrieb wechseln. Inzwischen werden der A4 DTM und dessen Nachfolger A5 DTM mit Hinterradantrieb gefahren.
Seit 2000 ist Audi eine der dominierenden Kräfte bei den 24 Stunden von Le Mans. Hier gelang Audi 2006 als erstem Hersteller ein Sieg mit einem dieselgetriebenen Fahrzeug, dem Audi R10 TDI. In der American Le Mans Series war das Audi-Team von 2000 an bis zum Ausstieg nach der Saison 2008 ungeschlagen. 2009 ging mit dem R15 TDI die zweite Generation eines dieselbetriebenen Le-Mans-Fahrzeugs an den Start, das für die Motorsportsaison 2010 stark überarbeitet wurde und als Audi R15 TDI plus startete. Im Jahr 2011 gewann Audi die 24 Stunden von Le Mans mit dem Audi R18 mit nur 13 Sekunden Vorsprung vor dem stärksten Konkurrenten. 2012, bei der 80. Auflage der 24 Stunden von Le Mans, erzielte Audi mit dem R18 e-tron quattro den ersten Sieg eines Hybridfahrzeuges in der Geschichte dieses Rennens. Der Dieselhybrid hat einen Allradantrieb in Form des zuschaltbaren Elektromotors, der die vorderen Räder nach Aktivierung ab 120 km/h antreibt, sowie dem konventionellen Dieselmotor, der permanent die hinteren Räder antreibt.
Im August 2012 begann der Bau des „Audi driving experience centers“ in Neuburg an der Donau, das u. a. mit einer Teststrecke ausgestattet ist. Im Rahmen dessen zog auch die Motorsportabteilung des Konzerns von Ingolstadt nach Neuburg um. Im Mai 2014 wurde das Zentrum eröffnet.
Ende Oktober 2016 gab man bekannt, ab der Saison 2017/18 als Werksteam an der Formel-E teilnehmen zu wollen. Aus der FIA WEC und damit auch vom 24-Stunden-Rennen von Le Mans hat man sich nach der Saison 2016 zurückgezogen.
Seit 1. Januar 2017 ist Dieter Gass neuer Motorsportchef von Audi Sport. Er übernahm das Amt von Wolfgang Ullrich. Am 27. April 2020 gab Audi bekannt, sich zum Ende der Saison 2020 aus der DTM zurückzuziehen. Ende 2020 wurde Dieter Gass als Motorsportchef durch Julius Seebach abgelöst.
Während der Sommerpause der Formel-1-Weltmeisterschaft 2022 wurde bekannt, dass Audi als Partner von Sauber Motorsport ab 2026 in die Formel 1 einsteigen wird. Im Januar 2023 übernahm Audi erste Anteile an der Sauber-Gruppe.
Am 26. April 2024 gab Audi bekannt, als ersten Piloten für sein Formel-1-Projekt Nico Hülkenberg verpflichtet zu haben. Er wird damit, beginnend 2026, für das Formel-1-Werksteam von Audi an den Start gehen.

## Werksmotorsport

### Herstellung
Hergestellt werden die Rennwagen im Audi-Sport-Werk Heilbronn (Böllinger Höfe).

### Teams

#### Aktuelle Teams
- GT-Sport (24 Stunden Spa-Francorchamps/24 Stunden Nürburgring):
  - Audi Sport Team Phoenix
  - Audi Sport Team WRT

#### Ehemalige Teams
- DTM
  - Audi Sport Team Abt Sportsline
  - Audi Sport Team Phoenix
  - Audi Sport Team Rosberg
  - Futurecom BRT
  - Audi Sport Infineon Team Joest
- Le Mans/Daytona (LMP*):
  - Audi Sport North America
  - Audi Sport Japan Team Goh
  - Audi Sport UK Team Veloqx
  - Audi Sport UK Ltd.
  - Audi Sport Team Joest
- Rallye Dakar
  - Audi Sport Q Motorsport

### Rennfahrzeuge
Aktuelle Rennfahrzeuge
- Audi R8 LMS (GT3) (2015–)

Ehemalige Rennfahrzeuge
- Audi V8 quattro DTM (R6) (1990–1992)
- Audi R8R (LMP) (R8) (1999)
- Audi R8C (LMGTP) (R9) (1999)
- Audi R8 (LMP900/LMP1) (2000–2006)
- Audi A4 DTM (DTM) (2004–2011)
- Audi R10 TDI (LMP1) (2006–2008)
- Audi R15 TDI (LMP1) (2009–2010)
- Audi R18 (LMP1) (2011–2012)
- Audi A5 DTM (DTM) (2012)
- Audi R18 ultra RP2 (LMP1) (2012)
- Audi R18 e-tron quattro RP2 (LMP1) (2012)
- Audi R8 LMS ultra (GT3) (2012–2014)
- Audi RS5 DTM (DTM) (2013–2016)
- Audi R18 e-tron quattro RP3 (LMP1) (2013)
- Audi R18 e-tron quattro RP4 (LMP1-H) (2014)
- Audi R18 e-tron quattro RP5 (LMP1) (2015)
- Audi R18 RP6 (LMP1) (2016)
- Audi RS5 DTM (DTM) (2017–2018)
- Audi S1 EKS RX quattro (WRX) (2018)
- Audi e-tron FE04 (FE) (2018)
- Audi e-tron FE05 (FE) (2019)
- Audi RS5 DTM (DTM) (2019–2021)
- Audi e-tron FE06 (FE) (2020)
- Audi e-tron FE07 (FE) (2021)
- Audi RS Q e-tron E1 (Rallye Dakar) (2022)
- Audi RS Q e-tron E2 (Rallye Dakar) (2023–2024)

## Kundensport
Anfang 2009 stieg Audi in den Kunden-Rennsport ein. Als Rennfahrzeug hält Audi den R8 LMS (GT3, GT4), den RS3 LMS (TCR) und für den TT-Cup den Audi TT als Rennauto bereit.

### Teams
Aktuell unterstützt Audi folgende Teams:
DTM:
- Team Abt Sportsline
- Team Rosberg

GT-Sport:
- Audi Sport Team WRT (Werkseinsatz)
- Audi Sport Team Land (Werkseinsatz)
- Audi Sport Team Phoenix
- Stevenson Motorsports
- Belgian Audi Club Team WRT
- ISR Racing
- Optimum Motorsport
- APR-Motorsport
- Car Collection Motorsport
- Aust Motorsport
- YACO Racing
- CRP Racing
- Stephen Cameron Racing
- M1 GT Racing
- Saintéloc Racing
- Audi Sport Italia
- Melbourne Performance Centre
- International Motorsport

### Rennfahrzeuge
Aktuelle Rennfahrzeuge
- Audi R8 LMS GT2 (GT2) (2020–)[7]
- Audi R8 LMS GT3 (GT3/DTM) (2019–)
- Audi R8 LMS GT3evo II (GT3) (2021–)
- Audi R8 LMS GT4 (GT4) (2020–)
- Audi RS3 LMS (TCR) (2020–)

Ehemalige Rennfahrzeuge
- Audi R8 LMS (GT3) (2009–2012)
- Audi R8 LMS ultra (GT3) (2012–2015)
- Audi R8 LMS GT3 (GT3) (2015–2018)
- Audi Sport TT Cup (TT Cup) (2015–2017)
- Audi RS3 LMS (TCR) (2016–2019)
- Audi R8 LMS (GT4) (2017–2019)

## Erfolge im Motorsport
Einige der größten Erfolge von Audi Sport im nationalen sowie internationalen Rennsport:
| Jahr | Erfolge | Fahrzeug                               |
| ---- | --- | -------------------------------------- |
| 1982 | Weltmeister Markenwertung FIA-Rallye-Weltmeisterschaft (Gruppe B)                                                                       | Audi quattro Rallye                    |
| 1983 | Weltmeister Fahrerwertung FIA-Rallye-Weltmeisterschaft (Gruppe B) durch Hannu Mikkola                                                   | Audi quattro A1                        |
| 1984 | Weltmeister Fahrer- und Markenwertung FIA-Rallye-Weltmeisterschaft (Gruppe B) durch Stig Blomqvist                                      | Audi quattro A2 / Sport quattro Rallye |
| 1985 | Sieger Pikes Peak: Race To The Clouds durch Michèle Mouton                                                                              | Audi Sport quattro Rallye              |
| 1986 | Sieger Pikes Peak: Race To The Clouds in Rekordzeit durch Bobby Unser                                                                   | Audi Sport quattro S1                  |
| 1987 | Sieger Pikes Peak: Race To The Clouds in Rekordzeit durch Walter Röhrl                                                                  | Audi Sport quattro S1 Pikes Peak       |
| 1988 | Meister Fahrer- und Markenwertung Trans-Am-Serie durch Hurley Haywood                                                                   | Audi 200 quattro Trans-Am              |
| 1990 | Meister Deutsche Tourenwagen-Meisterschaft durch Hans-Joachim Stuck                                                                     | Audi V8 quattro DTM                    |
| 1991 | Meister Deutsche Tourenwagen-Meisterschaft durch Frank Biela                                                                            | Audi V8 quattro DTM                    |
| 1993 | Meister Französische Tourenwagen-Meisterschaft durch Frank Biela                                                                        | Audi 80 quattro Supertourismo          |
| 1994 | Meister Italienische Tourenwagen-Meisterschaft                                                                                          | Audi 80 quattro Competition            |
| 1995 | Meister Italienische Tourenwagen-Meisterschaft sowie Sieger Tourenwagen-Weltcup                                                         | Audi A4 Supertouring quattro           |
| 1996 | Meister STW-Meisterschaft Australien, Belgien, Deutschland, Großbritannien, Schweden, Spanien und Südafrika                             | Audi A4 Supertouring quattro           |
| 1997 | Meister Tourenwagen-Meisterschaft Mitteleuropa                                                                                          | Audi A4 Supertouring quattro           |
| 1999 | Meister STW-Meisterschaft Deutschland durch Christian Abt sowie Meister Schwedische Tourenwagen-Meisterschaft durch Mattias Ekström     | Audi A4 Supertouring quattro           |
| 2000 | Gesamtsieger 24 Stunden von Le Mans durch Emanuele Pirro, Frank Biela und Tom Kristensen                                                | Audi R8 Le Mans                        |
| 2001 | Gesamtsieger 24 Stunden von Le Mans durch Emanuele Pirro, Frank Biela und Tom Kristensen                                                | Audi R8 Le Mans                        |
| 2001 | Meister Schwedische Tourenwagen-Meisterschaft durch Roberto Colciago                                                                    | Audi A4 quattro                        |
| 2001 | Meister Speedvision GT-Serie | Audi S4 Competition                    |
| 2002 | Gesamtsieger und Dreifachsieg 24 Stunden von Le Mans durch Emanuele Pirro, Frank Biela und Tom Kristensen                               | Audi R8 Le Mans                        |
| 2002 | Meister Deutsche Tourenwagen-Masters durch Laurent Aïello                                                                               | Audi TT-R DTM                          |
| 2002 | Meister Speed GT-Serie | Audi S4 Competition                    |
| 2003 | Meister Speed GT Serie | Audi RS6 Competition                   |
| 2003 | Meister Schwedische Tourenwagen-Meisterschaft                                                                                           | Audi A4                                |
| 2004 | Gesamtsieger 24 Stunden von Le Mans durch Rinaldo Capello, Tom Kristensen und Seiji Ara                                                 | Audi R8 Le Mans                        |
| 2004 | Meister Deutsche Tourenwagen-Masters durch Mattias Ekström                                                                              | Audi A4 DTM                            |
| 2005 | Gesamtsieger 24 Stunden von Le Mans durch Tom Kristensen, Marco Werner und JJ Lehto                                                     | Audi R8 Le Mans                        |
| 2006 | Gesamtsieger 24 Stunden von Le Mans durch Frank Biela, Marco Werner und Emanuele Pirro                                                  | Audi R10 TDI Le Mans                   |
| 2006 | Meister American Le Mans Series LMP1 Teamwertung und Fahrerwertung durch Rinaldo Capello und Allan McNish                               | Audi R10 TDI Le Mans                   |
| 2006 | Meister Schwedische Tourenwagen-Meisterschaft durch Thed Björk                                                                          | Audi A4                                |
| 2007 | Gesamtsieger 24 Stunden von Le Mans durch Frank Biela, Marco Werner und Emanuele Pirro                                                  | Audi R10 TDI Le Mans                   |
| 2007 | Meister American Le Mans Series LMP1 Teamwertung und Fahrerwertung durch Rinaldo Capello und Allan McNish                               | Audi R10 TDI Le Mans                   |
| 2007 | Meister Deutsche Tourenwagen-Masters durch Mattias Ekström                                                                              | Audi A4 DTM                            |
| 2008 | Gesamtsieger 24 Stunden von Le Mans durch Rinaldo Capello, Allan McNish und Tom Kristensen                                              | Audi R10 TDI Le Mans                   |
| 2008 | Meister American Le Mans Series LMP1 Teamwertung und Fahrerwertung durch Lucas Luhr und Marco Werner                                    | Audi R10 TDI Le Mans                   |
| 2008 | Meister Le Mans Series LMP1 Teamwertung und Fahrerwertung durch Alexandre Prémat und Mike Rockenfeller                                  | Audi R10 TDI Le Mans                   |
| 2008 | Meister Deutsche Tourenwagen-Masters durch Timo Scheider                                                                                | Audi A4 DTM                            |
| 2009 | Meister Deutsche Tourenwagen-Masters durch Timo Scheider                                                                                | Audi A4 DTM                            |
| 2010 | Gesamtsieger 24 Stunden von Le Mans durch Timo Bernhard, Romain Dumas und Mike Rockenfeller                                             | Audi R15 TDI plus Le Mans              |
| 2011 | Gesamtsieger 24 Stunden von Le Mans durch Marcel Fässler, André Lotterer und Benoît Tréluyer                                            | Audi R18 TDI RP1                       |
| 2011 | Gesamtsieger 24 Stunden von Spa Francorchamps mit Timo Scheider, Mattias Ekström und Greg Franchi                                       | Audi R8 LMS                            |
| 2011 | Meister Deutsche Tourenwagen-Masters durch Martin Tomczyk                                                                               | Audi A4 DTM                            |
| 2012 | Gesamtsieger 24-Stunden-Rennen auf dem Nürburgring durch Marc Basseng, Christopher Haase, Frank Stippler und Markus Winkelhock          | Audi R8 LMS Ultra                      |
| 2012 | Gesamtsieger 24 Stunden von Le Mans durch Marcel Fässler, André Lotterer und Benoît Tréluyer                                            | Audi R18 E-Tron quattro RP2            |
| 2012 | Gesamtsieger 24-Stunden-Rennen von Spa durch Frank Stippler, René Rast und Andrea Piccini                                               | Audi R8 LMS Ultra                      |
| 2012 | Gewinner der Fahrerweltmeisterschaft in der FIA-Langstrecken-Weltmeisterschaft durch Marcel Fässler, André Lotterer und Benoît Tréluyer | Audi R18 E-Tron quattro RP2            |
| 2012 | Gewinner der Herstellerweltmeisterschaft in der FIA-Langstrecken-Weltmeisterschaft                                                      | Audi R18 E-Tron quattro RP2            |
| 2013 | Gesamtsieger 24 Stunden von Le Mans durch Loïc Duval, Tom Kristensen und Allan McNish                                                   | Audi R18 E-Tron Quattro RP3            |
| 2013 | Meister Deutsche Tourenwagen-Masters durch Mike Rockenfeller                                                                            | Audi 5 Serie DTM                       |
| 2013 | Gewinner der Fahrerweltmeisterschaft in der FIA-Langstrecken-Weltmeisterschaft durch Loïc Duval, Tom Kristensen und Allan McNish        | Audi R18 E-Tron quattro RP3            |
| 2013 | Gewinner der Herstellerweltmeisterschaft in der FIA-Langstrecken-Weltmeisterschaft                                                      | Audi R18 E-Tron quattro RP3            |
| 2014 | Gesamtsieger 24 Stunden von Le Mans durch Marcel Fässler, André Lotterer und Benoît Tréluyer                                            | Audi R18 E-Tron Quattro RP4            |
| 2015 | Gesamtsieger 24-Stunden-Rennen auf dem Nürburgring durch Christopher Mies, Nico Müller, Laurens Vanthoor und Edward Sandström           | Audi R8 LMS                            |
| 2024 | Sieger Rallye Dakar durch Carlos Sainz senior/Lucas Cruz                                                                                | Audi RS Q e-tron E2                    |

## Weitere Rennfahrzeuge
- Audi RS6 Competition (2003–2005)
- Audi S4 Competition (2000–2002)
- Audi A4 quattro Supertouring (R7) (1995–1998)
- Audi 80 quattro Competition (R7) (1994)
- Audi 80 quattro Supertourismo (R7) (1989–1994)
- Audi 90 quattro IMSA GTO (R5) (1989)
- Audi 200 quattro Trans-Am (R4) (1988)
- Audi 200 quattro Rallye (R3)(1987)
- Audi Sport quattro S1 Pikes Peak (R2) (1987)
- Audi Sport quattro E2 (R2) (1985–1986)
- Audi Sport quattro Rallye (R2) (1984–1986)
- Audi quattro Rallye (R1) (1980–1984)